# 拟宝贝
拟宝贝（学名：Pseudocypraea adamsonii），又名阿当嵩海兔螺，是一個小型海螺的物種，屬於梭螺科拟宝贝属的海洋腹足綱軟體動物。本物種的種加詞是用以紀念英國植物學家Robert Stephen Adamson

## 分佈
分布于印度-太平洋暖水区、阿拉伯半島東部、台湾岛的墾丁、恆春半島海域及其他地方、以及中国大陆的西沙群岛等地，属于暖海产，常栖息在浅海珊瑚礁、岩石底。其垂直分布从潮间带低潮区礁石块下面至水深60m沙质的海底。
该物种的模式产地在毛里求斯岛。

## 外部連結
- 維基物種上的相關：拟宝贝